# Justicia valida
Justicia valida är en akantusväxtart som beskrevs av Ridley. Justicia valida ingår i släktet Justicia och familjen akantusväxter. Utöver nominatformen finns också underarten J. v. glandulosa.